# Canaux de transmission de la politique monétaire
Les canaux de transmission de la politique monétaire sont les canaux par lesquels la politique monétaire, généralement décidée par la banque centrale, influe sur l'économie. La politique monétaire sollicite trois grands canaux : celui du taux d'intérêt, du crédit, et celui du taux de change.

## Canaux

### Canal du taux d'intérêt
La politique monétaire conventionnelle influe sur les taux d'intérêt par ses taux directeurs et ses opérations d'open market. En augmentant la masse monétaire de l'économie, le prix de la monnaie (le taux d'intérêt) sur les marchés diminue. La chute du taux de court terme se répercute sur les taux de plus long terme, à partir desquels les agents économiques prennent leurs décisions d'emprunt. Cette baisse du prix de long terme de la monnaie stimule l'investissement et la consommation, car les entrepreneurs et les consommateurs sont plus enclins à dépenser lorsque le coût de la monnaie est faible,. Au niveau individuel, la baisse des taux entraîne un nouvel arbitrage entre consommation et épargne à la faveur de la consommation.
Ce schéma, keynésien, peut être formalisé ainsi : M ↑⇒ ir↓⇒ I ↑⇒ Y ↑, où :
- M ↑ est une politique monétaire expansive,
- ir↓ est la baisse du taux d'intérêt réel,
- I est l'investissement,
- Y est la production[4].

### Canal du crédit
Le canal du crédit est un canal qui touche l'offre de crédit des banques, c'est-à-dire la disposition des banques à prêter (ou au contraire, à rationner le crédit) en fonction de l'évolution des taux directeurs de la banque centrale. Les taux directeurs influent en effet sur le coût de refinancement des banques, qui, s'ils sont élevés, vont inciter la banque à prêter moins.
Le canal du crédit bancaire est activé par une politique monétaire expansionniste qui accroît les réserves des banques. Cela augmente la quantité de prêts bancaires disponibles, et donc à une hausse des crédits. De manière formelle : M ↑⇒ dépôts ↑⇒ prêts ↑⇒ I ↑⇒ Y ↑.
Il existe aussi un « effet bilan ». La dégradation de la conjoncture provoque une situation d'aléa moral : les banques qui financent d'ordinaire les entreprises, ne disposant pas assez d'informations sur l'état de santé réel des entreprises, tendent à réduire leurs crédits. L'augmentation de la masse monétaire joue sur les anticipations en même temps qu'elle permet de revaloriser par le canal financier la valeur boursière de l'entreprise ; cela réduit l'aléa moral et les banques accordent plus de crédit.

### Canal du prix des actifs
Directement ou indirectement, la politique monétaire peut affecter le prix des actifs financiers. Cela incite les détenteurs d'actifs à reconfigurer leur portefeuille et modifie le risque de défaut ou de détresse financière des entreprises.
Tout d'abord, une baisse du taux d'intérêt provoque une hausse des cours des actions, car le montant de l'actualisation des dividendes augmente. De plus, lorsque le taux d'intérêt sur les obligations baisse, les agents sont incités à vendre leurs obligations pour chercher un meilleur rendement, ce qui dope le cours des actions. Une politique monétaire restrictive, a contrario, fait baisser le cours des actions.
La politique monétaire, en affectant la valeur des actifs, peut provoquer des modifications dans le q de Tobin, c'est-à-dire dans le coût d'opportunité de l'augmentation du capital fixe de l'entreprise. Elle peut ainsi inciter à des investissements supplémentaires de la part des acteurs privés.
L'augmentation de la valeur d'actifs peut aussi avoir des conséquences sur la consommation des ménages. En effet, si l'on postule que les ménages consomment en fonction de leurs revenus, et que la politique monétaire fait augmenter le prix des actifs (via des rachats, par exemple), alors le revenu des ménages augmentant, leur consommation augmentera également. En d'autres termes, l'augmentation de la masse monétaire provoque une augmentation du cours des actions, qui se traduit par une augmentation de la valeur des portefeuilles et donc de la consommation, qui stimule la croissance (M ↑⇒ Pe↑⇒ richesse ↑⇒ C↑⇒ Y ↑).

### Canal du taux de change
La modification des taux d'intérêt par la banque centrale se répercute sur les taux d'intérêt pratiqués par les banques commerciales. Or, les taux des banques commerciales correspondent à la rémunération de leurs dépôts. Dans un environnement de liberté de mouvement des capitaux, si les taux baissent, les investisseurs peuvent retirer leurs capitaux du pays pour les déposer dans une banque à l'étranger proposant un meilleur taux (sortie de capitaux). Pour déplacer leur argent, les investisseurs doivent vendre la monnaie du pays qui a baissé ses taux pour obtenir la monnaie du pays dans lequel ils veulent déposer leur argent en échange ; cela provoque une pression à la baisse sur le taux de change et ainsi une dépréciation. Or, une modification de la valeur de la devise a un impact sur le montant des importations et des exportations. Par exemple, théoriquement, si la condition de Marshall-Lerner est remplie, la chute de la valeur d'une monnaie cause une hausse des exportations nettes, et donc une hausse de la production.

### Canal des anticipations
Les banques centrales ont commencé à mobiliser, dans les années 1970, des outils de communication afin d'être comprises par les marchés et ainsi ancrer les anticipations des agents économiques. Une décision de politique monétaire, en effet, est souvent d'autant plus forte qu'elle est considérée comme crédible par tous.

## Critiques et controverses

### Réduction de l'efficacité du canal bancaire
Plusieurs travaux ont mené les économistes à penser que le canal du crédit bancaire était moins efficace que par le passé. Depuis les années 1980, en effet, la réglementaire bancaire étasunienne est plus relâchée et permet aux banques d'accorder plus de crédits sans collecter préalablement des fonds. Aussi, la financiarisation de l'économie a conduit à un déclin du rôle de la banque commerciale dans le financement de l'économie par rapport à la situation des économies d'endettement.

### Réduction de l'efficacité du taux d'intérêt
Dans sa revue stratégique 2021, la Banque centrale européenne montre que l'interconnexion des systèmes économiques depuis les années 2000 a influé sur l'efficacité du canal du taux d'intérêt. Ce canal est moins utile du fait de l'impact de la mondialisation sur le taux d'intérêt naturel, qui s'est fortement réduit.